# لودولف فن آلفنسلبن
لودولف ون آلونسلبن (به آلمانی: Ludolf von Alvensleben) (زاده ۱ آوریل ۱۹۰۱ – مرگ ۱۷ مارس ۱۹۷۰) یک ژنرال آلمانی در دوره رایش سوم و رهبر نیروهای اس‌اس و پلیس در کریمه بود. وی بعد از جنگ توسط نیروهای انگلیسی دستگیر شد ولی از اردوگاهی که در آن جا بود فرار کرد و به همراه خانواده‌اش به آرژانتین گریخت و در آن جا به عنوان بازرس کشاورزی مشغول کار شد. در سال ۱۹۶۴ دادگاه مونیخ او را به دلیل جنایت جنگی در لهستان مجرم شناخت ولی تعقیب‌ها برای پیدا کردن او بی‌نتیجه باقی‌ماند. وی سرانجام در ۱۷ مارس ۱۹۷۰ در کوردوبای آرژانتین درگذشت.